# Andrea Ra
Andrea Ra (Roma, 15 giugno 1972) è un cantautore e bassista italiano di genere rock/alternative, vincitore nel 2017 del premio MEI come Miglior Bassista Italiano Alternative. Nella sua carriera, oltre a pubblicare tre album solisti, ha collaborato con Giuliodorme, Daniele Groff, Diaframma, Piotta, Fabrizio Moro.

## Biografia

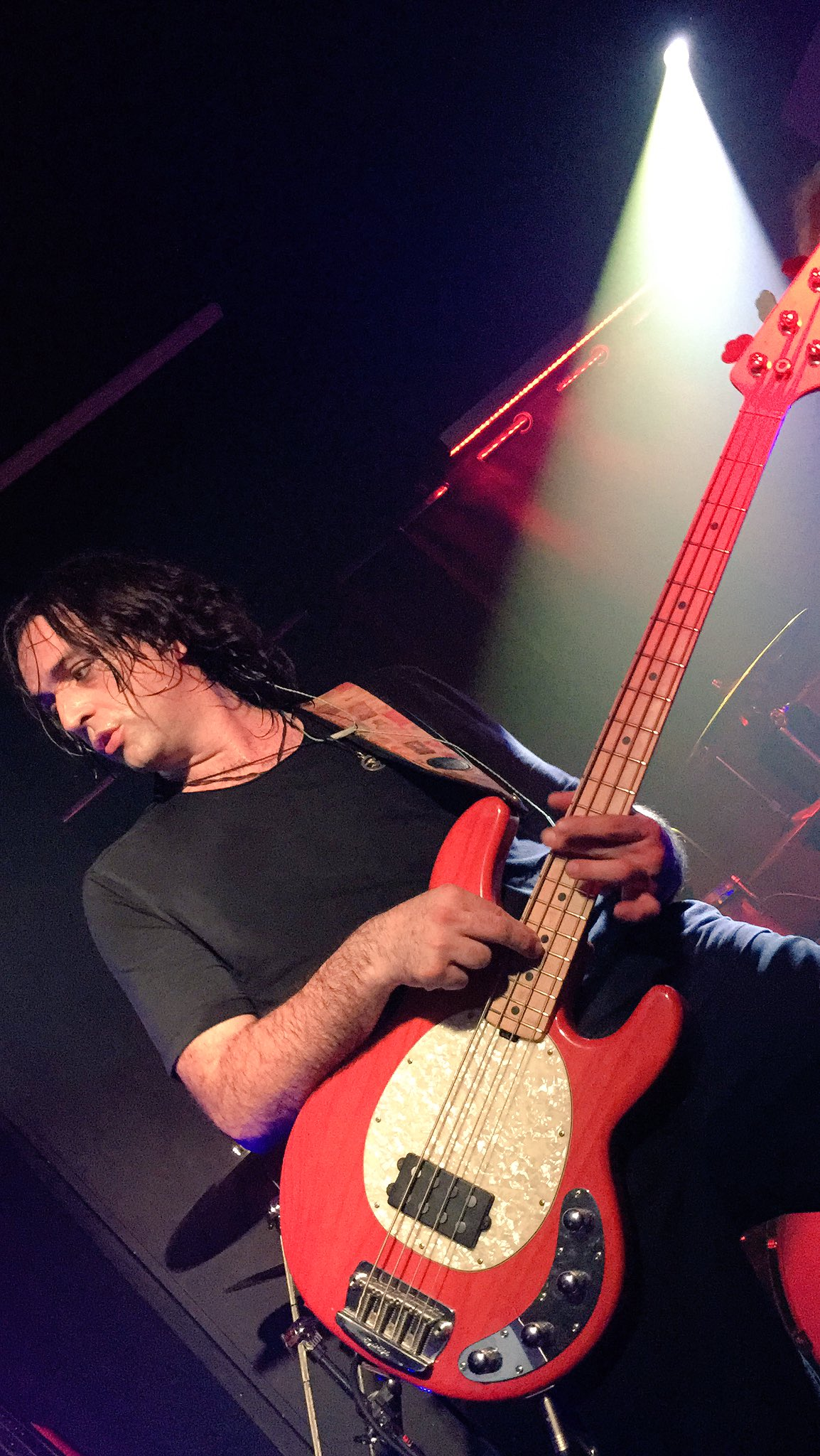
Andrea Ra nel 2017

Inizia la propria carriera nel 1987, e fino al 1997 fa parte di diversi gruppi come cantante e bassista.
Dal 1987 al 1993 è il bassista e frontman dei F.A.T. e degli Insania.
Nel 1993 fonda gli Atto Terzo, un trio dalle influenze funk-rock con cui canta, suona il basso e compone molti brani, autoproducendo quattro album (Attoterzo, Maiali, Il tuffo, Il fiorista). Con loro vince la nomination di Indipendenti '95 indetta da Fare Musica e nel 1996 compone e scrive la musica per un'opera teatrale di Miki Cerquetti curata dal regista attore Pino Misiti.
Nel 1997 Andrea Ra inizia la sua carriera da solista.
Si esibisce sul palco de "Il Locale", storica location di vicolo del Fico a Roma, per più di dieci anni.
Nel 2001 firma con la Mescal un contratto di produzione, pubblicando nel 2002 l'album Scaccomatto (Mescal/Sony), di cui è anche produttore artistico e arrangiatore. Dalla seconda traccia dell'album, Vestita come Ra, viene registrato un videoclip a cura di Federico Ventura per la Film Master di Milano; il brano Ricominciamo Adesso?! viene inserito prima nella compilation TORA TORA, allegato alla rivista Tutto Musica e Spettacolo e poi nella raccolta Vitaminic, che raccoglie 13 brani degli artisti al tempo sotto contratto con la Mescal; un'altra traccia dell'album, Scacchi assassini, viene inserita in un altro cd, Speciale Italia, questa volta allegato alla rivista Rock Sound. Dalla stessa rivista gli viene dato l'appellativo di Les Claypool italiano
Nel 2004 artisti come Simone Cristicchi e The Niro aprono i suoi concerti.
Nel 2007 pubblica Le bighe sono pronte, un album live con due brani inediti, registrato alla Locanda Atlantide di Roma il 27 aprile. L'album viene pubblicato da AltipianiRock e distribuito dalla Edel Music. Su Liberazione viene soprannominato "Il cane sciolto del Rock".
Nell'ottobre 2011 pubblica Nessun riferimento, un concept album sul tema del naufragio in ventitré episodi (11 canzoni e 12 brani ponte) scritti e arrangiati dallo stesso Andrea. Nella traccia Non sarò il tuo Borromini racconta la rivalità tra Francesco Borromini e Gian Lorenzo Bernini.
Parallelamente alla sua carriera solista, nel 2014 fa parte del progetto "Musica per Organi Caldi" col quale pubblica l'EP 69.
Dal 2016 è impegnato, sia nelle esibizioni live che in studio, come bassista di Fabrizio Moro.
Nel novembre 2016 esce il singolo Novembre.
Il 15 giugno 2017 pubblica il singolo Ogni volta, Cover Rock/Minimal Basso e Batteria del brano di Vasco Rossi.
Nell'estate 2017 vince il sondaggio per la Super Band indetto dal M.E.I., Meeting delle etichette indipendenti, come migliore Bassista della "MEI SUPER BAND 2017".
Il 26 marzo 2021, dopo qualche anno di attesa, Pubblica il nuovo singolo Mi vuole sigillare (Gates). Il 15 ottobre dello stesso anno pubblica un altro singolo: Dipendenza.
Il 20 gennaio 2023 pubblica un nuovo singolo, Monte Shasta. Il 7 aprile esce un altro singolo: Sensi di colpa. Il 21 aprile, in concomitanza con il concerto di presentazione, esce il nuovo album Urlo eretico.
Il 14 luglio 2023 Andrea viene insignito del Premio Cartagine 2023 per il suo impegno, con le sue canzoni, contro le discriminazioni e a fianco degli ultimi e degli esclusi. 

## Discografia

### Con gli Atto Terzo

#### Album in studio
- 1994 - Atto Terzo
- 1995 - Maiali
- 1996 - Il tuffo
- 1998 - Il fiorista

### Con Musica per Organi Caldi

#### Ep
- 2014 - 69

### Solista

#### Album in studio
- 2002 - Scaccomatto
- 2011 - Nessun riferimento
- 2023 - Urlo eretico

#### Album dal vivo
- 2007 - Le bighe sono pronte

#### Singoli
- 2001 - Ricominciamo adesso
- 2002 - Aria fresca
- 2003 - Vestita come RA
- 2005 - Insieme al vento
- 2006 - Anche oggi è uguale a ieri
- 2011 - C'è la luna piena stasera
- 2011 - Mr. Vanni
- 2016 - Novembre
- 2017 - Ogni Volta (Cover Vasco Rossi)
- 2021 - Mi vuole sigillare (Gates)
- 2021 - Dipendenza
- 2023 - Monte Shasta
- 2023 - Sensi di colpa
- 2024 - Capoclown

## Video

### Videoclip
- 2002 - Vestita come Ra
- 2011 - Insieme al vento
- 2012 - Mr. Vanni
- 2012 - C'è la luna piena (stasera)
- 2016 - Agnello
- 2016 - Novembre
- 2017 - Ogni Volta (Cover Vasco Rossi)
- 2021 - Mi vuole sigillare (Gates)
- 2021 - Dipendenza
- 2023 - Monte Shasta
- 2023 - Sensi di colpa
- 2024 - Capoclown

## Collaborazioni
Andrea Ra parallelamente alla sua attività live e di studio ha inoltre collaborato e suonato con numerosi artisti, tra gli altri:
- 1998-1999 - Giuliodorme basso live e in studio (Album Venere -Bmg-Ricordi)
- 2001 - Francesco Zampaglione e Andrea Pesce (Tiromancino)
- 2001 - Nessundorma (basso e voce del brano “Omo”, la sigla della trasmissione Demo su Radio 1)
- 2002 - Fonderia (coautore del brano “Dubbio II dell’album Fonderia biz, ed”)
- 2003 - I Ratti Della Sabina (canta “Lo scemo del villaggio” nell'album Circobirò /Upr)
- 2004 - Piotta (scrive, suona il basso e canta in “Tu Parli” contenuto nell'album “Tommaso”, premiato al MEI 2004-Self
- 2004 - Daniele Groff (suona il basso per tutto il tour aprendo tutti i concerti di Renato Zero e Brian Adams, Festival bar, Tim Tour, Radio Italia, Radio Deejay)
- 2005 - Registra il basso nell'EP "camera" di Alice Pelle
- 2008 - Gazebo (suona il basso nel suo ultimo album “...the Syndrone”)
- 2009 - Diaframma suona il basso live
- 2009 - con Piotta suona il basso e nel suo ultimo album “S(u)ono Diverso” ed è autore ed interprete del brano “Ti Amo Ti Odio” (remake della sua “RicominciAmo adesso?!” contenuto nell’album ScaccoMatto pubblicata da Mescal/Sony del 2002)
- 2009 - per i Nu Indaco, (suona il basso nel loro ultimo album “Su Mundo”)
- 2012 - Live nella tappa italiana del Tour mondiale di Damo Suzuki presentato come “Damo Suzuki feat. Andrea Ra and his jamming family” insieme anche a The Niro
- 2016 - Ospite nell'ultimo cd Tossico Amore de La Batteria
- 2016 - Frank Nemola e Lello Voce live
- 2016 - in tour con Fabrizio Moro
- 2017 - Registrazione bassi sul disco "PACE" di Fabrizio Moro
- 2017 - Registrazione bassi sul disco "Guacamole" di Brusco
- 2017 - Registra il basso nella cover di Rino Gaetano "escluso il cane" cantata da  Fabrizio Moro per un CD tributo
- 2017 - Live con Alberto Camerini
- 2017 - Tour con Fabrizio Moro
- 2018 - Registrazione bassi sul disco "Parole rumore ed anni" di Fabrizio Moro
- 2019 - Registrazione bassi sul disco "Figli di Nessuno" di Fabrizio Moro ed è anche coautore del pezzo "Arresto Cardiaco" dove scrive la musica e registra oltre al basso, chitarre e tastiere, e scrive parte dell'arrangiamento
- 2020 - Registrazione bassi sull'albm "Canzoni d'amore nascoste" di Fabrizio Moro